# كليتس كلارك
كليتس كلارك (بالإنجليزية: Cletus Clark)‏ هو واثب حواجز ‏ أمريكي، ولد في 20 يناير 1962.

## وصلات خارجية
- كليتس كلارك على موقع الاتحاد الدولي لألعاب القوى (الإنجليزية)